# Fórmula de Binet-Cauchy
Em matemática, e mais precisamente em álgebra linear, a fórmula de Cauchy-Binet é uma fórmula que generaliza o teorema de Binet. A fórmula é útil no cálculo do determinante do produto de duas matrizes em um caso mais geral que aquele considerado no teorema de Binet.

## Enunciado
Seja {\displaystyle R} um anel comutativo possuindo elemento multiplicativo idêntico, isto é, um anel comutativo com unidade. Sejam {\displaystyle A} e {\displaystyle B} matrizes em {\displaystyle \operatorname {Mat} _{m,n}(R)} e {\displaystyle \operatorname {Mat} _{n,m}(R)}, respectivamente. Se {\displaystyle {\mathcal {I}}_{n,m}} denota o conjunto de {\displaystyle m}-tuplas estritamente crescentes com componentes em {\displaystyle \{1,\ldots ,n\}}, das quais há {\displaystyle \textstyle {\operatorname {card} ({\mathcal {I}}_{n,m})={\binom {n}{m}}}}, e se {\displaystyle A_{m,I}\in \operatorname {Mat} _{m,m}(R)} é obtida de {\displaystyle A} quando selecionadas as colunas de acordo com {\displaystyle I}, e {\displaystyle B_{I,m}} é obtida de {\displaystyle B}  selecionando linhas similarmente, então
{\displaystyle \det {AB}=\sum _{I\in {\mathcal {I}}_{n,m}}\det(A_{m,I})\det(B_{I,m})},
se {\displaystyle n\geq m} e {\displaystyle \det(AB)=0} caso contrário.

## Prova
Se {\displaystyle I=(i_{1},\ldots ,i_{m})} está em {\displaystyle {\mathcal {I}}_{n,m}}, escreveremos {\displaystyle e_{I}=(e_{i_{1}},e_{i_{2}},\ldots ,e_{i_{m}})}, {\displaystyle {\widetilde {I}}=\{i_{1},i_{2},\ldots ,i_{m}\}}. Consideraremos um elemento de {\displaystyle R^{n}} como uma matriz em {\displaystyle \operatorname {Mat} _{1,n}(R)}. Se {\displaystyle m} é um inteiro positivo, escreveremos {\displaystyle \{k\mid (k\in \mathbb {Z} )\,\&\,(1\leq k\leq m)\}=[m]}.
A multilinearidade alternada de {\displaystyle \det :\underbrace {R^{k}\times R^{k}\times \cdots \times R^{k}} _{k{\text{ copias}}}\rightarrow R}  para um anel comutativo com unidade será usada. Para ver por que {\displaystyle \det } detém essa propriedade, dada uma função {\displaystyle [k]\times [k]\rightarrow R:(i,j)\mapsto a_{i,j}}, i.e. uma matriz em {\displaystyle \operatorname {Mat} _{k,k}(R)}, para a qual existem {\displaystyle r,s\in [k]} com {\displaystyle r\neq s} e {\displaystyle a_{r,i}=a_{s,i}} para todo {\displaystyle i\in [k]}, note que temos a partição do conjunto {\displaystyle \operatorname {Sym} (k)=\operatorname {Alt} (k)\sqcup {\big (}\!\operatorname {Alt} (k)\cdot (r\,\,\,s){\big )}}. Daí, uma vez que toda permutação em {\displaystyle \operatorname {Alt} (k)\cdot (r\,\,\,s)} tem sinal {\displaystyle -1}, temos
{\displaystyle \sum _{\sigma \in \operatorname {Sym} (k)}\operatorname {sgn} (\sigma )a_{1,\sigma (1)}a_{2,\sigma (2)}\ldots a_{k,\sigma (k)}=\sum _{\beta \in \operatorname {Alt} (k)}(a_{1,\beta (1)}\ldots a_{r,\beta (r)}\ldots a_{s,\beta (s)}\ldots a_{k,\beta (k)})-\sum _{\beta \in \operatorname {Alt} (k)}(a_{1,\beta (1)}\ldots a_{r,\beta (s)}\ldots a_{s,\beta (r)}\ldots a_{k,\beta (k)})}.
Pela comutatividade de {\displaystyle R}, 
{\displaystyle \sum _{\sigma \in \operatorname {Sym} (k)}\operatorname {sgn} (\sigma )a_{1,\sigma (1)}a_{2,\sigma (2)}\ldots a_{k,\sigma (k)}=\sum _{\beta \in \operatorname {Alt} (k)}{\big (}a_{r,\beta (r)}a_{s,\beta (s)}-a_{r,\beta (s)}a_{s,\beta (r)}{\big )}\!\!\!\!\prod _{j\in [k]\smallsetminus \{r,s\}}\!\!\!\!a_{j,\beta (j)}}, 
e uma vez que {\displaystyle a_{r,\beta (s)}=a_{s,\beta (s)}}, {\displaystyle a_{s,\beta (r)}=a_{r,\beta (r)}}, a soma se reduz de fato a zero. Que {\displaystyle \det } é multilinear é imediato.
Voltando à prova da fórmula de Cauchy-Binet:
Fixe {\displaystyle A\in \operatorname {Mat} _{m,n}(R)} e defina a aplicação {\displaystyle S_{A}:\underbrace {R^{n}\times R^{n}\times \cdots \times R^{n}} _{m{\text{ copias}}}\to R} por {\displaystyle S_{A}(x_{1},x_{2},\ldots ,x_{m})=\det {\big (}A\cdot (x_{1}^{\textsf {T}}\quad x_{2}^{\textsf {T}}\quad \ldots \quad x_{m}^{\textsf {T}}){\big )}}. Faça {\displaystyle y_{r}={\textstyle {\sum _{j_{r}=1}^{n}b_{r,j_{r}}e_{j_{r}}}}} e {\displaystyle B={\big (}y_{1}^{\textsf {T}}\quad y_{2}^{\textsf {T}}\quad \ldots \quad y_{m}^{\textsf {T}}{\big )}}, de forma que {\displaystyle \det(AB)=S_{A}(y_{1},\ldots ,y_{m})}. Note que {\displaystyle \det(A_{m,I})=S_{A}(e_{I})}. Vê-se que a aplicação {\displaystyle S_{A}} é multilinear alternada, logo
{\displaystyle S_{A}(y_{1},\ldots ,y_{m})=\sum _{(j_{1},j_{2},\ldots ,j_{m})}b_{1,j_{1}}b_{2,j_{2}}\ldots b_{m,j_{m}}S_{A}(e_{j_{1}},e_{j_{2}},\ldots ,e_{j_{m}})}.
Se {\displaystyle m>n}, haverá repetição em toda lista {\displaystyle (e_{j_{1}},e_{j_{2}},\ldots ,e_{j_{m}})}; tendo em vista a alternância de {\displaystyle S_{A}}, segue que {\displaystyle \det(AB)=S_{A}(y_{1},\ldots ,y_{m})=0}.
Se {\displaystyle n\geq m}, a soma se estende sobre o conjunto de todas as {\displaystyle m}-tuplas com entradas distintas. Nesse conjunto podemos declarar duas {\displaystyle m}-tuplas equivalentes quando uma puder ser obtida a partir da outra por meio de uma permutação das entradas de uma delas. Trata-se de uma relação de equivalência, que particiona portanto esse conjunto. Cada classe de equivalência intersecta {\displaystyle {\mathcal {I}}_{n,m}} em um, e apenas um, elemento; os outros elementos de uma classe são obtidos a partir deste representante por meio de permutações das entradas, e toda permutação em {\displaystyle m} símbolos ocorre uma única vez, isto é, toda classe de equivalência está em bijeção com {\displaystyle \operatorname {Sym} (m)\cong \operatorname {Sym} ({\widetilde {I}})}. Se {\displaystyle I} e {\displaystyle J} estão relacionados por meio de uma permutação {\displaystyle \sigma }, então por alternância de {\displaystyle S_{A}}, vale {\displaystyle S_{A}(e_{I})=\operatorname {sgn}(\sigma )S_{A}(e_{J})}. Essas observações nos levam a
{\displaystyle S_{A}(y_{1},\ldots ,y_{m})=\sum _{I\in {\mathcal {I}}_{n,m}}\sum _{\sigma \in \operatorname {Sym} ({\widetilde {I}})}b_{1,\sigma (i_{1})}b_{2,\sigma (i_{2})}\ldots b_{m,\sigma (i_{m})}S_{A}(e_{\sigma (I)})=\sum _{I\in {\mathcal {I}}_{n,m}}\left(\sum _{\sigma \in \operatorname {Sym} ({\widetilde {I}})}\operatorname {sgn}(\sigma )b_{1,\sigma (i_{1})}\ldots b_{m,\sigma (i_{m})}\right)\!S_{A}(e_{I})}.
Mas
{\displaystyle \det({B_{I,m}}^{\!\!\!{\textsf {T}}})=\sum _{\sigma \in \operatorname {Sym} ({\widetilde {I}})}\operatorname {sgn}(\sigma )b_{1,\sigma (i_{1})}\ldots b_{m,\sigma (i_{m})}},
e como uma matriz quadrada e sua transposta têm o mesmo determinante, fica provada a fórmula. Que o determinante preserva produtos entre matrizes quadradas de mesma dimensão {\displaystyle m} é consequência imediata, pois em tal caso {\displaystyle {\mathcal {I_{m,m}}}=\{I_{0}=(1,2,\ldots ,m)\}}, reduzindo a soma a {\displaystyle \det(A_{m,I_{0}})\det(B_{I_{0},m})=\det(A)\det(B).} A fórmula também implica que para qualquer matriz {\displaystyle C\in \operatorname {Mat} _{m,n}(R)}, {\displaystyle n\geq m,} com entradas em um anel comutativo com unidade, {\displaystyle \det(CC^{\textsf {T}})} é uma soma de quadrados; de fato, é a soma dos quadrados dos menores de {\displaystyle C} de ordem {\displaystyle m}.